# (30969) 1995 BP2
(30969) 1995 BP2 là một tiểu hành tinh vành đai chính. Nó được phát hiện bởi Robert H. McNaught ở Đài thiên văn Siding Spring ở Coonabarabran, New South Wales, Australia, ngày 29 tháng 1 năm 1995.